# Saletekri
Saletekri fou un estat tributari protegit del tipus zamindari al districte de Balaghat, Províncies Centrals. estava format per 28 pobles amb una superfície de 736 km² i una població el 1881 de 5.809 habitants. La major part era jungla i terrenys de muntanya no cultivables i només 7 pobles eren considerats rendibles sent la resta considerats pobles de la jungla. El sobirà era descendent d'una antiga família gond enriquits per saquejos als pobles de la plana; segurament el territori els fou cedit per vigilar els passos de muntanya i va romandre en la mateixa família per segles. El poble de Saletekri estava a uns 80 km al sud-est de Burha.